# Національний парк Ігуасу (Аргентина)
Націона́льний парк Ігуасу́ (ісп. Parque Nacional Iguazú) — національний парк в Аргентині, розташований в департаменті Ігуасу в північній частині провінції Місьйонес, в аргентинській Месопотамії. Парк вкриває площу 550 км².
Парк був створений в 1934 році та частково містить одне з найдивовижніших природних чудес Південної Америки — водоспад Ігуасу, оточений субтропічними джунглями. На другому березі річки Ігуасу лежить бразильський парк з такою ж назвою (Національний парк Ігуасу). Обидва парки проголошені об'єктами Світової спадщини ЮНЕСКО, в 1984 і 1986 роках відповідно.